# Pol Bassas
Pol Bassas Navarra (Barcelona, 9 de marzo de 1995) es un jugador español de baloncesto.Con 1.81 metros de estatura, juega en la posición de base. Actualmente forma parte de la plantilla del Club Baloncesto Villarrobledo de la liga LEB Plata. Es hermano del también baloncestista, Ferrán Bassas.

## Trayectoria
Se forma en las categorías inferiores del Club Maristas, Club Joventut de Badalona y CB San Josep Badalona. Tras jugar varias temporadas en liga EBA, en la temporada 2017-18 llega a la Liga LEB Plata de la mano del Club Bàsquet L'Hospitalet, donde realiza una gran temporada.
En verano de 2018, firma por el  Club Bàsquet Prat de la liga LEB Oro.